# Limnesia cornuta
Limnesia cornuta är en kvalsterart som beskrevs av Albert Burke Wolcott 1903. Limnesia cornuta ingår i släktet Limnesia och familjen Limnesiidae. Inga underarter finns listade i Catalogue of Life.